# Ben Bocquelet
Benjamin «Ben» Bocquelet (Gravelinas, 27 de junio de 1980) es un productor, animador y guionista franco-británico, conocido por ser el creador de la serie de animación The Amazing World of Gumball y su serie secuela El maravillosamente extraño mundo de Gumball.

## Biografía

### Primeros años
Bocquelet estudió animación en la École des Métiers du Cinéma d'Animation de Angulema. Tras licenciarse, se mudó a Londres en 2003 y trabajó como creativo durante tres años en Studio AKA, un estudio de animación especializado en publicidad. En ese tiempo hizo por su cuenta el cortometraje The Hell's Kitchen (2003) y fue diseñador en The Little Short Sighted Snake (2006).

### Carrera
Cuando dejó la publicidad, su anterior jefe le informó que Cartoon Network abriría un estudio europeo de animación en Londres. El canal de televisión le contrató en 2007 para ayudar en el desarrollo de proyectos, pero luego le ofrecieron una oportunidad de la que surgió The Amazing World of Gumball. En un principio diseñó una serie para la franja Adult Swim sobre personajes de animación rechazados, algunos basados en bocetos de su etapa en Studio AKA, que son educados en un reformatorio. Los productores rechazaron la idea por ser demasiado triste, pero quedaron convencidos con el diseño y la mezcla propuesta de distintos de estilos de animación (ordenador, tradicional, stop motion e imagen real).
El autor reconvirtió Gumball en una comedia de situación familiar, con un enfoque más infantil, y la cadena aprobó su desarrollo. El primer episodio se estrenó el 3 de mayo de 2011 en Cartoon Network y fue la primera serie creada por el estudio de Europa. A lo largo de las seis temporadas que comprende, ha ganado el Premio Annie de 2011 a la «Mejor serie de animación infantil», tres Premios Infantiles de la Academia Británica (BAFTA) y el galardón del Festival Internacional de Cine de Animación de Annecy de 2011 a la «Mejor serie de animación para televisión».

## Filmografía

### Televisión
| Año           | Título                                       | Papel                                    |
| ------------- | -------------------------------------------- | ---------------------------------------- |
| 2011-2019     | The Amazing World of Gumball                 | Creador, productor ejecutivo y guionista |
| 2025-presente | El maravillosamente extraño mundo de Gumball | Creador, productor ejecutivo y guionista |

### Cortometrajes
| Año  | Título                         | Papel              |
| ---- | ------------------------------ | ------------------ |
| 2003 | The Hell's Kitchen             | Creador y director |
| 2006 | The Little Short Sighted Snake | Diseñador          |